# 小谷嘉一
小谷 嘉一（こたに よしかず、1982年3月25日 - ）は、日本の俳優、演出家である。

## 人物・略歴
- 高校生のときに原宿でスカウトされモデルとして活動をはじめる[1]。
- 1999年（当時17歳）、第12回ジュノン・スーパーボーイ・コンテストで、最終選考まで残る。その後本格的に芸能活動を開始する。最終審査でのパフォーマンスは弾き語りでゆずの「贈る詩」を披露する。
- 2008年4月のテレビドラマ『東京ゴースト・トリップ』では、実年齢より一回り近く下の乾光明役を演じた。
- 2008年12月に「+Plus」を結成し、音楽活動を開始する。担当はベース。2012年9月29日のワンマンを以て「+Plus」を脱退したが、2016年7月15日のワンマンで、4年ぶりに復帰。
- 株式会社アイズに所属していたが、2016年5月1日付で退社。2年間フリーの後、NOSに所属するが、ドレスコードに移籍。
- ものまねを見るのもやるのも好き。レパートリーはB'z、平井堅、福山雅治、桑田佳祐、Hyde、ビートたけし、平泉成、美空ひばり他多数。お風呂場でものまねの練習をすることが多い[2]。
- 大の納豆好き。幼い頃から毎日食べている。
- そばアレルギーである。
- マイク2本持つとすごい。
- 愛称は「コニー」[3]。古坂大魔王からは「こったん」と呼ばれている。
- 姉と妹がいる。
- 古坂大魔王のインターネット配信番組「カツアゲ！」では、番組史上ただ一人、アシスタントMCを卒業後、もう一度アシスタントMCとしてレギュラー出演をしている。
- 2016年7月12日、元モーニング娘。で女優の新垣里沙との婚姻届を代理人を通じて同月11日に提出したことを、新垣の所属事務所が発表した[4]。新垣とは2013年3月の舞台『絶対彼氏。』で共演したことがきっかけとなり結婚に至った。
- 2018年1月5日、新垣里沙と双方合意の上、離婚を発表[5]。
- 2025年内にアメリカ・ニューヨークへ渡り活動拠点を移す予定としている[6]。

## 出演

### テレビドラマ
- 女と愛とミステリー「最後に愛を見たのは」（2001年4月1日、テレビ東京） - 八島邦彦 役
- 仔犬のワルツ 第2話・第3話（2004年、日本テレビ） - 和田隆介 役
- テイクオフ!（2004年8月5日、関西テレビ） - コウジ 役
- ディビジョン1『放課後。』 第1話（2004年11月、フジテレビ） - 水谷慎也 役
- 危険な関係（2005年4月 - 7月、東海テレビ） - 佐倉良彦 役
- anego 第4・8話（2005年、日本テレビ） - 新入社員・松井 役
- 愛の劇場コスメの魔法2（2005年、TBS） - 小林 役
  - 2話、3話、11話、26話、27話、32話、33話、35話に出演
- いちばん暗いのは夜明けまえ 第5話（2005年7月、テレビ東京）
- 素敵な夢を叶えましょう（2006年6月、毎日放送） - 春日ユキオ 役
- 日本テレビ系24時間テレビ29「愛は地球を救う」スペシャルドラマ『ユウキ』（2006年8月26日、日本テレビ） - 耕 役
- 美容少年★セレブリティ（2007年10月、テレビ東京） - 豪 役
- 東京ゴースト・トリップ（2008年4月、TOKYO MX） - 乾光明 役
- 帝王 第1話、2話、4話、5話（2009年7月、TBS） - 山路達彦 役
- 新撰組ピースメーカー 第7話（2010年1月、MBS）
- Messiah メサイア -影青ノ章-（2015年2月20日 - 3月27日、TOKYO MX2） - 黒子 役
- アルジャーノンに花束を 第1話（2015年4月10日、TBS）

### テレビ番組
- ゆうすけのムービーデリバリー（2005年1月1日 - 9日、カミングスーンTV）
- 中居正広の金曜日のスマたちへ 波瀾万丈スペシャル（2006年12月29日、TBS）

### 特撮
- 仮面ライダーアギト（2001年、テレビ朝日） - 真島浩二 役
- 幻星神ジャスティライザー（2004年、テレビ東京） - 武田広之 役
- 斬セイバー（2006年 - 2007年） - 出雲タツヤ 役

### 映画
- GO（2001年）
- TKO HIP-HOP（2005年） - シンディー 役
- またの日の知華（2005年） - 近藤幸次 役
- テニスの王子様（2006年） - 河村隆 役
- BOYS LOVE（2006年） - 間宮諦信 役
- 荒くれKNIGHT（2007年） - 木原篤 役
- ドリフト3 鷹（2007年） - 風間俊 役
- BOYSLOVE 劇場版（2007年） - 蒼井海広 役
- 男女逆転 吉原遊郭（2008年 監督：山本清史） - 薄雲 役
- イケメンバンク THE MOVIE（2009年） - ゼニー赤羽 役
- 日本で一番怖い話 江戸怪談（2011年）
- Oh!透明人間（2014年） - 藤堂　役
- どっちもどっち（2014年） - 円谷　役
- KIRI‐「職業・殺し屋。」外伝（2015年）
- Messiah メサイア -深紅ノ章-（2015年） - 黒子 役
- Messiah メサイア外伝（2017年） - 黒子 役
- 命どぅ宝〜オジィの三線〜（2018年） - 上司 役
- Messiah メサイア -幻夜ノ刻-（2018年11月17日 - ） - 黒子/百瀬多々良 役
- COLOR CROW -緋彩之翼-（2022年） - 百地洸 役[7][8]

### ネットシネマ
- SUPER“DRY”FILMS Net Movie PLAY BALL!（2004年） - 国崎健二 役
- min.jam ブロードバンド配信短編ドラマ 学校の階段〜卒業式篇（2005年） - 河井 役

### 舞台
- ANGEL29×99（2003年） - 無頼俄（ブライガ）役
- ミュージカル テニスの王子様（2005年 - 2006年） - 河村隆 役
  - in winter 2004-2005 side 山吹 feat. 聖ルドルフ学院（2005年1月8日 - 10日、大阪メルパルクホール / 19日 - 23日、東京メルパルクホール）
  - コンサート Dream Live 2nd（2005年5月4日、東京ベイNKホール）
  - The Imperial Match 氷帝学園（2005年8月8日 - 14日、日本青年館大ホール / 17日 - 20日、大阪メルパルクホール）
  - The Imperial Match 氷帝学園 in winter 2005-2006（2005年12月19日 - 25日、日本青年館大ホール / 28日 - 2016年1月2日、大阪メルパルクホール）
  - コンサート Dream Live 3rd（2006年3月28日 - 29日、Zeep Tokyo）
- 劇団たいしゅう小説家第12回公演「人生最良みたいな〜!日?」〜葬儀と結婚式が同じ日に?!〜（2007年、芸術劇場小ホール） - 友挽健二郎　役
- THE FAMILY・絆（2007年、銀座博品館劇場） - 高橋マサル 役
- 幕末義侠伝〜CHUJI〜（2008年、銀座博品館劇場）
- デタラム。〜この世界に降る雪〜（2009年、シアターサンモール）
- センチメンタルヤスコ（2009年、笹塚ファクトリー）
- 八犬伝 第二部（2010年、六行会ホール）
- メンズ校（2010年、銀座博品館劇場）
- 華鬼（2011年、銀座博品館劇場）
- 舞台 戦国BASARA - 毛利元就 役
  - 戦国BASARA3（2011年10月14日 - 16日、シアターBRAVA! / 23日 - 30日、シアターGロッソ）
  - 戦国BASARA3 -瀬戸内響嵐-（2012年、東京ドームシティホール）
  - 戦国BASARA 武将祭2013（2013年7月13日・14日、有明コロシアム）
  - 戦国BASARA3 宴弐（2013年11月、東京ドームシティーホール/中日劇場/メルパルク大阪）
  - 戦国BASARA3 -咎狂わし絆-（2014年4月 - 5月、EX THEATER ROPPONGI/中日劇場/シアターBRAVA!）
  - 戦国BASARA VS Devil May Cry（2015年8月20日 - 30日、アイア2.5シアタートーキョー）
  - 戦国BASARA4 皇（2016年1月21日 - 31日、Zeppブルーシアター六本木/2月5日 - 7日、サンケイホールブリーゼ）
  - 戦国BASARA 小田原征伐（2017年8月11日 - 20日、アイア2.5シアタートーキョー）
  - 戦国BASARA 蒼紅乱世～紅・未来への誇り（2018年12月7日 - 16日、有楽町オルタナティブシアター）
- Ask「どんでん」（2012年1月18日 - 22日、シアターサンモール）
- ふしぎ遊戯〜青龍編〜（2012年、銀座博品館劇場）
- 梅雨のバッキャロー!!（2012年、ワーサルシアター）
- 浮遊するFITしない者たち（2012年、紀伊国屋ホール）
- 夏のバッキャロー!!（2012年、シアターサンモール）
- 冬のバッキャロー!!（2013年2月、笹塚ファクトリー）
- 絶対彼氏。（2013年3月、シアター1010）
- 朗読劇 しっぽのなかまたち 2（2013年4月、恵比寿・エコー劇場）
- コントンクラブ〜image7〜（2013年5月29日 - 6月9日、博品館劇場）
- レプリカ（2013年6月20日 - 23日、シアターサンモール）
- ZIPANGパイレーツ（2013年8月7日 - 12日、東池袋・あうるすぽっと）
- abc★赤坂ボーイズキャバレー 裏 FINAL!最後の充電!（2013年9月4日 - 8日、博品館劇場） - 柿崎柾也 役
- 朗読劇「夏影 さよならをするために…」（2013年10月10日、萬劇場） - 日替わりゲスト
- Susumu Kashiwa Presents『LOVE』（2013年10月13日、明大前キッドアイラックアートホール）
- office ENDLESS produce vol.13『知り難きこと陰の如く、動くこと雷霆の如し』（2013年12月26日 - 29日、全労済ホール スペース・ゼロ） - 主演・マルティンドルフ 役
- 銀河英雄伝説 第四章 後篇 激突（2014年2月12日 - 3月2日、青山劇場） - フリッツ・ヨーゼフ・ビッテンフェルト 役
- 朗読劇「猫と裁判」（2014年6月、全労済ホール スペース・ゼロ）
- 江戸のえじそん（2014年7月、東池袋・あうるすぽっと） - 靴磨き 役
- ジーザス・クライスト・レディオスター（2014年8月13日 - 17日、全労済ホール スペース・ゼロ） - 児玉 役
- RUSTRAIN FISH（2014年9月19日 - 26日、CBGKシブゲキ!!）
- Vivid contact（2014年10月5日、劇場HOPE） - 日替わりゲスト
- ベニバラ兎団 本公演 vol.16【 The Grim Reaper　〜ようこそ、死神たちの ハロウィンパーティーへ〜】（2014年10月30日 - 11月3日、全労済ホール スペース・ゼロ）
- 超歌劇 幕末Rock（2014年12月24日 - 29日、天王洲 銀河劇場） - 井伊直弼　役
- アンドキュメント（2015年1月20日 - 25日、赤坂RED THEATER） - 主演・矢島誠　役
- ハンサム落語　第五幕（2015年2月13日 - 22日、赤坂RED/THEATER / 2月27日 - 3月1日、テイジンホール / 3月3日・4日、アクロス円形ホール / 3月10日 - 15日、CBGKシブゲキ!!）
- ベニバラ兎団 本公演 vol.17【SIX DAYS】（2015年4月22日 - 26日、シアターサンモール） - フェイデル 役
- Messiah メサイア -翡翠ノ章-（2015年5月13日 - 24日、サンシャイン劇場/5月30日 - 31日、オリエンタル劇場） - 黒子 役
- office ENDLESS produce vol.18『知り難きこと陰の如く、動くこと雷霆の如し』（2015年7月4日 - 12日、全労済ホール スペース・ゼロ）
- 超★超歌劇 幕末Rock（2015年8月8日 - 9日、梅田芸術劇場シアタードラマシティ/8月13日 - 16日、Zeppブルーシアター六本木） - 井伊直弼　役
- 魔劇「今日から（マ）王！」〜魔王再降臨〜（2015年10月1日 - 12日、全労済ホール スペース・ゼロ） - ギュンター　役
- DisGOONie Presents Vol.1「From Chester Copperpot」‐‐‐『The Tempest』『Cornelia』（2015年11月14日 - 29日、東京芸術劇場 シアターウエスト）
- ベニバラ兎団 本公演 vol.18【絢爛ベルエポック】（2015年12月16日 - 20日、CBGKシブゲキ!!）
- DisGOONie Presents Vol.2「ジーザス・クライスト・サムライスター〜殿中でござる〜」（2016年2月24日 - 28日、全労済ホール スペース・ゼロ）
- ベニバラ兎団 本公演 vol.19【平安シャングリラ〜いいな極楽、鳴くな鶯、宮中烈伝〜】（2016年3月25日、銀座博品館劇場） - スペシャルトリプルキャスト
- ふしぎ遊戯〜朱ノ章〜（2016年4月8日 - 17日、東池袋・あうるすぽっと） - 翼宿 役
- DisGOONie Presents Vol.3「Sin of Sleeping Snow」（2016年6月9日 - 12日、Zeppブルーシアター六本木）
- 『Friday the 13th  〜週末の 13怪談〜 』（2016年6月28日 - 7月3日、下北沢本多グループ『楽園』）
- キャンプファイアー（2016年8月3日 - 11日、BOX in BOX THEATER） - 主演
- 地球戦士ゼロス（2016年8月25日 - 28日、インディペンデントシアター2nd）
- 魔劇「今日から(マ)王!」〜魔王暴走編〜（2016年11月3日 - 13日、全労済ホール スペース・ゼロ） - ギュンター 役
- ベニバラ兎団 本公演 vol.20【パライソの海‐小さな花の夜露に映る月‐】（2016年11月30日 - 12月4日、新宿村LIVE） - 主演・天草四郎 役
- ENDorphin（2016年12月23日、全労済ホール スペース・ゼロ） - ゲスト出演
- Messiah メサイア -暁乃刻-（2017年2月11日 - 19日、サンシャイン劇場 / 2月25日・26日、森ノ宮ピロティホール） - 黒子 役
- 凪のバッキャロー!〜端島・軍艦島編 第1章（2017年3月29日 - 4月3日、シアターグリーン BOX in BOX THEATER）
- 遙かなる時空の中で6 幻燈ロンド（2017年5月1日 - 10日、全労済ホール スペース・ゼロ）
- 潮のバッキャロー！！～端島・軍艦島編～（2017年7月26日 - 31日、シアターグリーン BOX in BOX THEATER）
- 舞台『野畑の飼ってた宇宙人』（2017年10月18日 - 22日、シアターグリーン BIG TREE THEATER）
- ウィズステージ Vol.4『結ひの忍』（2017年11月23日 - 26日、六行会ホール） - 菜畑 野武野 役
- 月のバッキャロー！！～端島・軍艦島編～（2017年12月6日 - 11日、シアターグリーン BOX in BOX THEATER）
- プレイユニットA→XYZ『200億の客船』（2018年1月17日 - 28日、吉祥寺シアター）
- 舞台「熱帯男子」（2018年2月22日 - 3月3日、全労済ホール スペース・ゼロ） - 喜八 役
- Messiah メサイア-月詠乃刻-（2018年4月14日 - 22日、東京シアターGロッソ/4月27日 - 29日、大阪メルパルクホール） - 黒子　役
- ミュージカル テニスの王子様 DREAM LIVE 2018（2018年5月4日、神戸ワールド記念ホール） - ゲスト出演
- 幕末×爆恋 土方歳三 いわしたろか！（2018年7月11日 - 15日、築地本願寺ブディストホール）
- ツキプロ文化祭2018 SUMMER 内舞台「月野百鬼夜行外伝」（2018年7月28日 - 29日、パシフィコ横浜）
- ウルトラマンション本公演「かなしみおじさんと動物園」（2018年8月1日 - 6日、八幡山ワーサルシアター）
- シェイクスピア「夏の夜の夢」（2018年9月14日 - 17日、三越劇場） - ヘレナ 役
- ボクとママと発達障がい/ヘルプマークのトリセツ＾2018年10月17日 - 22日、新宿シアターモリエール） - 主演 / 演出
- 平成時代劇　片肌☆倶利伽羅紋紋一座「ざ☆くりもん」『六道追分』（2019年1月4日 - 14日、 シアターグリーンBIG TREE THEATER） - 主演：清吉（鬼アザミ）
- Messiah メサイア トワイライト- 黄昏の荒野 -（2019年2月7日 - 17日、サンシャイン劇場 / 3月1日 - 2日、大阪メルパルクホール） - 百瀬多々良　役
- SAB-on Produce「比翼の人」（2019年4月4日 - 7日、テアトルBONBON） - スーさん 役
- 舞台 真・YOSHITSUNE（2019年4月24日 - 28日、CBGKシブゲキ!!） - 平知盛 役
- 舞台「ZERO 公安警察特殊部隊『霧組』」（2019年6月12日 - 16日、六行会ホール）- 演出のみ
- 舞台 ブアメード（2019年7月4日 - 7日、築地本願寺ブディストホール） - 小西潔 役
- YES I AM …（2019年8月23日 - 26日、大阪近鉄アート館）
- Messiah メサイア - 黎明の刻 -（2019年9月5日- 8日、シアターGロッソ / 13日 - 16日、大阪メルパルクホール/凱旋公演 19日 - 23日、なかのZERO大ホール） - 百瀬多々良 役
- Get Back!!（2019年9月29日、俳優座劇場） - 日替わりゲスト[9][10]
- お江戸のおもちゃ（2019年11月7日 - 10日、アトリエファンファーレ東池袋）[11]
- オフブロードウェイ・ミュージカル『bare -ベア-』（2020年1月30日 - 2月9日、草月ホール） - ジェイソン 役（Wキャスト）[12]
- PICKAROON!（2020年3月1日、DDD AOYAMA CROSS THEATER） - 日替わりゲスト[13][14]
- 舞台「CharadeManiacs」（2020年10月3日 - 11日、ラゾーナ川崎プラザソル） - 双巳リョウイチ 役[15]
- 舞台「遙かなる時空の中で3 十六夜記」（2021年1月22日 - 31日、サンシャイン劇場 / 2月6日・7日、メルパルク大阪ホール） - 白龍 役[16]
- 舞台「御子柴兄弟」（2021年6月16日 - 20日、萬劇場） - 御子柴三太 役[17][18]
- My Sweet Baby（2021年9月8日 - 12日、シアターグリーン BASE THEATER）[19][20]
- 「シェイクスピア物語〜真実の愛〜」〜SHAKESPEARE OF TRUE LOVE〜（2022年）- アダム・ドリントン 役[21]
- 舞台「リプシンカ ～ヒールをはいた男!?たち～」（2022年6月17日 - 19日、COOL JAPAN PARK OSAKA TTホール / 6月22日 - 26日、博品館劇場）[22]
- WaVe'S 第2回公演「恋獄プリズン」（2023年9月13日 - 17日、コフレリオ 新宿シアター）[23]
- おぶちゃJourney 1st「LALL HOSTEL」-TOKYO & FUKUOKA-（2024年5月15日 - 19日、MsmileBOX渋谷 / 5月25日・26日、甘棠館show劇場）[24]
- 片肌☆倶利伽羅紋紋一座「ざ☆くりもん」第33回ロングラン本公演「六道追分」〜第六期〜（2025年6月25日 - 7月6日、シアターグリーン BASE THEATER） - 主演・清吉 役[25]

### CM
- 赤ポッキー（グリコ）
- 唐揚げ弁当キャンペーン（ほっかほっか亭）

### イベント
- Messiah メサイア -秘色ノ章-（2014年10月19日、ニッショーホール）

### インターネット
- 古坂大魔王のカツアゲ!（2013年1月/2013年7月 - 9月（隔週）、アメーバスタジオ） - アシスタントMC

## 作品

### 音楽CD
- 01. Going to the Road、02. イロトリドリノ セカイ（2008年3月26日、ビクターエンタテインメント）

### 演劇
- 小谷嘉一プロデュース公演『悲しみに戯けたピエロ-マボロシの作詞家-』（2025年2月5日 - 9日、シアターグリーン BIG TREE THEATER） - 脚本、演出、プロデュース[26]

## 書籍

### フォトブック
- 小谷嘉一first（2006年12月24日、スタジオワープ）ISBN 978-4-86-010206-7